# فلورانس تشادويك
فلورانس تشادويك (بالإنجليزية: Florence Chadwick)‏، سباحة أمريكية، ولدت في عام 1918 ومارست السباحة في سن مبكرة حيث شاركت في أول سباق لها قبل أن تبلغ العاشرة من عمرها وعندما بلغت الحادية عشرة من عمرها خاضت سباق التحدي في مياه مفتوحة وبمشاركة سباحين كبار وتمكنت من تحقيق المركز الرابع.
وفي 8 أغسطس عام 1950م كانت أول مغامرة لها في بحر المانش عندما تمكنت من عبوره في اتجاه واحد في رحلة استغرقت 13 ساعة وعشرين دقيقة لتحطم الرقم القياسي العالمي في ذلك الوقت وكان مسجلاً باسم السباحة الأمريكية جريترود إيلديري. وفي 11 سبتمبر قامت برحلة العودة من إنجلترا إلى فرنسا وأتمتها بنجاح حيث استغرقت رحلة العودة ست عشرة ساعة وتسع عشرة دقيقة، لتصبح أول سيدة في العالم تتمكن من عبور المانش من فرنسا إلى إنجلترا وبالعكس.
وفي عام 1954 حاولت دخول التاريخ مرة أخرى من خلال عبور بحيرة أونتاريو في كندا لتكون أول إنسان في العالم يحقق هذا الإنجاز لكنها فشلت. وفي اليوم التالي نجحت منافستها الكندية مارلين بيل في تحقيق هذا الإنجاز.
توفيت عام 1995.

## روابط خارجية
- فلورانس تشادويك على موقع قاعة مشاهير السباحة العالمية (الإنجليزية)